# Fafián (Pontevedra)
Fafián (oficialmente Santiago de Fafián) es una parroquia española del municipio de Rodeiro, perteneciente a la provincia de Pontevedra, en la comunidad autónoma de Galicia.

## Historia
Hacia mediados del siglo XIX, la parroquia, ya por entonces perteneciente a Rodeiro, tenía contabilizada una población de 140 habitantes. Aparece descrita en el octavo volumen del Diccionario geográfico-estadístico-histórico de España y sus posesiones de Ultramar de Pascual Madoz con las siguientes palabras:

FAFIAN (Santiago de): felig. en la prov. de Pontevedra (11 leg.), part. jud. de Lalin (1 1/2), dióc. de Lugo (10), ayunt. de Rodeiro: sit. en la falda occidental del monte Faro, con buena ventilacion y clima frio, pero sano. Tiene unas 28 casas repartidas en las ald. de Casanova, Cubelos, Iglesia, Outeiro Cineo, Trasulfe y Vila-Chá. La igl. parr. (Santiago), de la cual es aneja la de San Ciprian de Negrelos, está servida por un cura de entrada y de patronato lego. Confina el térm. con las felig. de San Juan de Camba y Sta. Maria del Rio al NE., y la de Sta. Eulalia de Camba al SO. El terreno es montuoso, áspero y de medians calidad: y tiene fuentes de buenas aguas que sirven para beber y otros usos. Atraviesa por esta parr. el camino de Santiago á Chantada. prod.: maiz, centeno, patatas, maderas y pastos; se cria ganado vacuno, lanar y cabrio; hay caza de varias clases y animales dañinos. pobl. 28 vec., 140 alm. contr. con su ayunt. (V.)
(Madoz, 1847, p. 10)

En 2023, tenía empadronados 66 habitantes.